# Yadé (Burkina Faso)
Pour les articles homonymes, voir Yadé.
Yadé est une commune rurale située dans le département du Sidéradougou de la région des Cascades au Burkina Faso. Sa population est de 1 516 habitants en 2005.